# FIBA Liga das Américas
A FIBA Liga das Américas (Espanhol: FIBA Liga de las Américas, Inglês: FIBA Americas League), ou simplesmente Liga das Américas (LDA), foi a principal competição internacional de basquetebol masculino entre clubes da América, em caráter anual e sendo organizada pela FIBA Américas. Foi uma das mais importantes competições continentais de basquetebol.
A primeira edição foi realizada em 2007 e a última em 2019, ano em que foi criada a Basketball Champions League Américas.

## Qualificação
A principal forma de qualificação ao torneio eram os campeonatos nacionais dos países plenamente filiados à FIBA Américas. Suas vagas eram distribuídas entre os seguintes países:
| Vagas | País                         | Classificação |
| ----- | ---------------------------- | --- |
| 3     | Vaga de Mérito FIBA Américas | * Campeão da FIBA Liga das Américas do ano anterior * Campeão da Liga Sul-Americana de Basquete do ano anterior * Campeão do Campeonato de Clubes Campeões da América Central do ano anterior |
| 2     | Argentina                    | * Campeão da Liga Nacional * Vice-campeão da Liga Nacional |
| 2     | Brasil                       | * Campeão do NBB * Vice-campeão do NBB |
| 1     | Chile                        | * Campeão da Copa Chile |
| 1     | Colômbia                     | * Campeão da Liga Colombiana |
| 1     | Cuba                         | * Campeão da Liga Superior |
| 1     | Panamá                       | * Campeão da Liga Panamenha |
| 1     | Porto Rico                   | * Campeão da BSN |
| 1     | República Dominicana         | * Campeão da Liga Nacional |
| 1     | Uruguai                      | * Campeão da Liga Uruguaia |
| 2     | Venezuela                    | * Campeão da Liga Profissional * Vice-campeão da Liga Profissional |

## Formato
Na temporada 2007–08, os 16 clubes participantes foram divididos em quatro grupos com quatro times cada. Os dois melhores qualificados se classificaram para as quartas de finais. Os vencedores dos confrontos das quartas de finais, que foram em modo de play-offs se classificaram para a fase final, chamada de Final Four (similar ao disputado na Euroliga).
Na temporada 2008–09, contudo, o formato foi alterado. Os 16 clubes foram divididos em quatro grupos, mas apenas o melhor classificado de cada grupo se classificou para um quadrangular final. Nesta etapa, todas as equipes se enfrentam e conquista o título aquela em que ficar na primeira posição.
Na temporada 2010–11 o formato foi novamente alterado. Na primeira fase, quatro grupos com quatro equipes e os dois primeiros de cada grupo avançando à segunda fase. Na fase seguinte, dois grupos com quatro equipes, com os dois primeiros de cada grupo avançando ao Quadrangular Final (o Final Four) onde os vencedores dos jogos disputam o título e os perdedores o terceiro lugar. Este formato é mantido até hoje.
A partir da temporada 2013, a Liga das Américas passou a classificar o seu campeão para a Copa Intercontinental, o Mundial de Clubes de Basquete. Até 2015, o vencedor da LDA enfrentava o campeão da Euroliga, contudo, devido a uma briga política entre a FIBA e a Euroliga o adversário europeu passou a ser o vencedor da Liga dos Campeões.
A Liga das Américas foi descontinuada após a criação da Basketball Champions League Américas, em 2019.

## Lista de campeões
Brasil e Argentina dominavam a competição americana de basquetebol. Com exceção ao título dos mexicanos dos Pioneros de Quintana Roo, em 2012, e do Guaros de Lara, da Venezuela, em 2016 e 2017, todas as outras edições foram ganhas por equipes do Brasil e da Argentina, sendo a Argentina o país mais vencedor da competição, com cinco conquistas contra quatro brasileiras.
| #                                     | Ano              | Sede (Final four) | Campeão                  | Vice-campeão             | 3.º lugar            | 4.º lugar                     | Número de equipes |
| ------------------------------------- | ---------------- | ----------------- | ------------------------ | ------------------------ | -------------------- | ----------------------------- | ----------------- |
| 1                                     | 2007–08 Detalhes | Mexicali          | Peñarol de Mar del Plata | Soles de Mexicali        | Miami Tropics        | Minas                         | 16                |
| 2                                     | 2008–09 Detalhes | Xalapa            | Lobos Brasília           | Halcones Xalapa          | Club Biguá           | Minas                         | 16                |
| 3                                     | 2009–10 Detalhes | Mar del Plata     | Peñarol de Mar del Plata | Espartanos de Margarita  | Halcones Xalapa      | Quimsa                        | 16                |
| 4                                     | 2010–11 Detalhes | Xalapa            | Regatas Corrientes       | Capitanes de Arecibo     | Halcones Xalapa      | Halcones Rojos                | 16                |
| 5                                     | 2012 Detalhes    | Formosa           | Pioneros de Quintana Roo | La Unión de Formosa      | Obras Sanitarias     | Lobos Brasília                | 16                |
| 6                                     | 2013 Detalhes    | Arecibo           | Pinheiros                | Lanús                    | Capitanes de Arecibo | Lobos Brasília                | 12                |
| 7                                     | 2014 Detalhes    | Rio de Janeiro    | Flamengo                 | Pinheiros                | Aguada               | Halcones Xalapa               | 16                |
| 8                                     | 2015 Detalhes    | Rio de Janeiro    | Bauru                    | Pioneros de Quintana Roo | Flamengo             | Peñarol de Mar del Plata      | 16                |
| 9                                     | 2016 Detalhes    | Barquisimeto      | Guaros de Lara           | Bauru                    | Mogi das Cruzes      | Flamengo                      | 16                |
| 10                                    | 2017 Detalhes    | Barquisimeto      | Guaros de Lara           | Bahía Blanca             | Leones de Ponce      | Fuerza Regia                  | 16                |
| 11                                    | 2018 Detalhes    | Buenos Aires      | San Lorenzo              | Mogi das Cruzes          | Regatas Corrientes   | Estudiantes de Concordia      | 16                |
| 12                                    | 2019 Detalhes    | Buenos Aires      | San Lorenzo              | Guaros de Lara           | Paulistano           | Capitanes da Cidade do México | 16                |
| Conquistou o título de forma invicta. |                  |                   |                          |                          |                      |                               |                   |

## MVPspor edição
- 2008 –  Quincy Wadley ( Peñarol de Mar del Plata)
- 2009 –  Alex Garcia ( Lobos Brasília)
- 2010 –  Kyle Lamonte ( Peñarol de Mar del Plata)
- 2011 –  Federico Kammerichs ( Regatas Corrientes)
- 2012 –  Chris Hernández ( Pioneros de Quintana Roo)
- 2013 –  Shamell Stallworth ( Pinheiros)
- 2014 –  Marcelinho Machado ( Flamengo)
- 2015 –  Alex Garcia ( Bauru)
- 2016 –  Damien Wilkins ( Guaros de Lara)
- 2017 –  Zachary Graham ( Guaros de Lara)
- 2018 –  Gabriel Deck ( San Lorenzo)
- 2019 –  Dar Tucker ( San Lorenzo)

## Performances

### Por clube
| Equipe                           | Campeão               | Vice campeão | 3º lugar              | 4º lugar              |
| -------------------------------- | --------------------- | ------------ | --------------------- | --------------------- |
| Guaros de Lara                   | 2 (2016 e 2017)       | 1 (2019)     | 0                     | 0                     |
| Peñarol de Mar del Plata         | 2 (2007–08 e 2009–10) | 0            | 0                     | 1 (2015)              |
| San Lorenzo                      | 2 (2018 e 2019)       | 0            | 0                     | 0                     |
| Pioneros de Quintana Roo         | 1 (2012)              | 1 (2015)     | 0                     | 0                     |
| Pinheiros                        | 1 (2013)              | 1 (2014)     | 0                     | 0                     |
| Bauru                            | 1 (2015)              | 1 (2016)     | 0                     | 0                     |
| Flamengo                         | 1 (2014)              | 0            | 1 (2015)              | 1 (2016)              |
| Regatas Corrientes               | 1 (2010–11)           | 0            | 1 (2018)              | 0                     |
| Lobos Brasília                   | 1 (2008–09)           | 0            | 0                     | 2 (2012 e 2013)       |
| Halcones Xalapa                  | 0                     | 1 (2008–09)  | 2 (2009–10 e 2010–11) | 1 (2014)              |
| Capitanes de Arecibo             | 0                     | 1 (2010–11)  | 1 (2013)              | 0                     |
| Mogi das Cruzes                  | 0                     | 1 (2018)     | 1 (2016)              | 0                     |
| Soles de Mexicali                | 0                     | 1 (2007–08)  | 0                     | 0                     |
| Espartanos de Margarita          | 0                     | 1 (2009–10)  | 0                     | 0                     |
| La Unión de Formosa              | 0                     | 1 (2012)     | 0                     | 0                     |
| Lanús                            | 0                     | 1 (2013)     | 0                     | 0                     |
| Bahía Blanca                     | 0                     | 1 (2017)     | 0                     | 0                     |
| Miami Tropics                    | 0                     | 0            | 1 (2007–08)           | 0                     |
| Club Biguá                       | 0                     | 0            | 1 (2008–09)           | 0                     |
| Obras Sanitarias                 | 0                     | 0            | 1 (2012)              | 0                     |
| Aguada                           | 0                     | 0            | 1 (2014)              | 0                     |
| Leones de Ponce                  | 0                     | 0            | 1 (2017)              | 0                     |
| Paulistano                       | 0                     | 0            | 1 (2019)              | 0                     |
| Minas                            | 0                     | 0            | 0                     | 2 (2007–08 e 2008–09) |
| Quimsa                           | 0                     | 0            | 0                     | 1 (2009–10)           |
| Halcones Rojos                   | 0                     | 0            | 0                     | 1 (2010–11)           |
| Fuerza Regia                     | 0                     | 0            | 0                     | 1 (2017)              |
| Estudiantes de Concordia         | 0                     | 0            | 0                     | 1 (2018)              |
| Capitanes de la Ciudad de México | 0                     | 0            | 0                     | 1 (2019)              |

### Por país
| País           | Campeão | Vice campeão | 3º lugar | 4º lugar |
| -------------- | ------- | ------------ | -------- | -------- |
| Argentina      | 5       | 3            | 2        | 3        |
| Brasil         | 4       | 3            | 3        | 5        |
| Venezuela      | 2       | 2            | 0        | 0        |
| México         | 1       | 3            | 2        | 4        |
| Porto Rico     | 0       | 1            | 2        | 0        |
| Uruguai        | 0       | 0            | 2        | 0        |
| Estados Unidos | 0       | 0            | 1        | 0        |

### Maior quantidade de participações
Atualizado até a edição de 2019
| Participações | Equipe |
| ------------- | --- |
| 12            | Capitanes de Arecibo (2008, 2009, 2010, 2011, 2012, 2013, 2014, 2015, 2016, 2017, 2018 e 2019) |
| 8             | Lobos Brasília (2008, 2009, 2010, 2011, 2012, 2013, 2014 e 2016) Flamengo (2008, 2009, 2010, 2011, 2013, 2014, 2015 e 2016) |
| 6             | Regatas Corrientes (2009, 2011, 2012, 2014, 2015 e 2018) Fuerza Regia (2008, 2012, 2013, 2015, 2017 e 2018) Soles de Mexicali (2008, 2009, 2010, 2017, 2018 e 2019)                                                                              |
| 5             | Guaros de Lara (2012, 2016, 2017, 2018 e 2019) Halcones Xalapa (2008, 2009, 2010, 2011 e 2014) Leones de Quilpué (2012, 2014, 2015, 2016 e 2017) Peñarol de Mar del Plata (2008, 2009, 2010, 2011 e 2015) Quimsa (2009, 2010, 2011, 2012 e 2016) |